# Kyselina akrylová
Kyselina akrylová, systematicky prop-2-enová kyselina je nejjednodušší nenasycená karboxylová kyselina. Čistá je bezbarvá kapalina s charakteristickým štiplavým zápachem. Rozpouští se ve vodě, ethanolu, diethyletheru a chloroformu. Připravuje se dvoustupňovou katalytickou oxidací propenu vzdušným kyslíkem ve směsi s vodní parou.
Kyselina akrylová reaguje podobně jako všechny organické kyseliny s alkoholy a hydroxidy za vzniku svých solí, při reakci s alkoholy vznikají estery. Estery a soli této kyseliny se označují jako akryláty, případně propenoáty.
Je možné ji rozložit na oxid uhličitý a ethylen:
C2H3COOH → C2H4 + CO2
Kyselina akrylová, její soli a estery se používají při výrobě akrylátových disperzí, polymerů, které se poté používají jako plasty, obaly, povlaky, nátěry, lepidla a gumy.